# Первый Балтийский канал
«Первый Балтийский канал» (латыш. Pirmais Baltijas kanāls) — латвийский телеканал, созданный на основе крупнейшего российского «Первого канала» для вещания его передач в странах Балтии. В настоящем виде существует с 1 января 2003 года и входит в балтийский медиахолдинг «Baltic Media Alliance».

## История

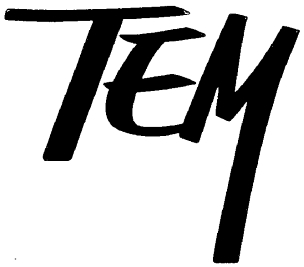
Логотип «ТЕМ»

1 октября 2000 года (после смены логотипа на материнском телеканале) была запущена балтийская версия телеканала ОРТ — «ОРТ-ТЕМ» (в промо-роликах фигурировал как ТЕМ-ТВ), до этого в эфире под логотипом ОРТ обозначалось слово «БАЛТ» желтого цвета. Телеканал представлял собой версию ОРТ с рекламой, рассчитанной на страны Балтии. Контент ОРТ, который был разрешён к показу только на территории России, «ТЕМ» заменял другой российской продукцией.

В 2003 году телеканал был перезапущен уже как «Первый Балтийский канал».
С 26 мая 2014 года в утреннем эфире «Первого Балтийского канала» транслируется телеканал «Euronews».
19 марта 2020 года «ПБК» прекратил производство собственных информационных программ.
21 октября 2021 года NEPLP (Национальный совет по электронным СМИ) отозвал лицензию у «ПБК» за три существенных нарушения закона об электронных СМИ.
31 декабря 2021 года «ПБК» не показал новогодние обращение президентов Латвии, Литвы и Эстонии. Канал не объяснил причину.

## Версии телеканала

### Первый Балтийский музыкальный канал
«Первый Балтийский музыкальный канал» — русскоязычный музыкальный телеканал, ещё один проект «Baltic Media Alliance».
Канал вещал в Латвии, Литве, Эстонии, России, Украине и Германии; переводился на латышский, эстонский и литовский языки.
Основной контент составляли видеоклипы на русском и английском языках. Существовали и некоторые передачи о музыке и эстраде (например, новости шоу-бизнеса «Звездолёт»).
В 2017 году канал был закрыт.

### Первый Балтийский канал Латвия
В Латвии телеканал начал вещание в 2000 году. С 2000 по 2020 год на канале показывали программу «Латвийское время». До 2019 года на Первом Балтийском канале Латвии показывали мультфильмы, такие как «Смешарики» и «Врумиз», и детский юмористический киножурнал «Ералаш». 
С 2020 года на Первом Балтийском канале Латвии показывали сериал «Сваты» и украинскую программу «Дизель-шоу» и скетч-шоу «На троих» от «Дизель Студио» 
С февраля по апрель 2021 года крупнейший оператор Латвии Tet приостановил вещание «ПБК» на территории страны.
21 октября 2021  Национальный совет по электронным СМИ Латвии аннулировал лицензию на вещание в республике Первого Балтийского канала. 25 октября 2021 в 23:59 по латвийскому времени ПБК Latvija (Латышский канал) был отключен, но некоторые операторы продолжали вещание до 6:00.

### Первый Балтийский канал Литва
С 15 октября 2013 года вещание данного канала в Литве было закрыто по решению суда на три месяца, в связи с демонстрацией программы «Человек и закон», с репортажем о Вильнюсских событиях 1991 года в котором отрицалась атака советской армии и спецподразделений. Председатель правления BMA Lietuva (холдинга, ретранслирующего ПБК в Литве) Йоланта Буткявичене принесла извинения жителям Литвы за «оскорбительную для гражданских чувств каждого литовца программу о горьких для всей страны событиях 13 января 1991 года». 
Вещание ПБК в Литве было возобновлено с 15 января 2014 года, но передача «Человек и закон» в Литве и других странах Балтии отныне не транслируется. С 2021 года канал вещает и в Латвии, но с программами канала НТВ
Собственные программы:
- «Литовское время» (в том числе и ночная версия на литовском), с 1 сентября 2004 года[19]. Выход передачи в январе-феврале 2016 года был временно прерван из-за политической ситуации в Литве[20].
- «Новости спорта».

Канал литовской версии прекратил вещание 25 февраля 2022 года, также были заблокированы YouTube-каналы с его логотипом.
Латышская версия PBK Lietuva прекратила вещание 2 марта 2022 года ввиду аннулирования лицензии на вещание.

### Первый Балтийский канал Эстония
Первый Балтийский канал Эстония впервые появился на телеэкранах в 2003 году.
Первый Балтийский канал Эстония сотрудничает с новостным порталом Delfi и газетой «МК-Эстония». На портале Delfi для просмотра также представлены новостные выпуски программы «Новости Эстонии».
Латышская версия PBK Igaunija прекратила вещание 2 марта 2022 года ввиду аннулирования лицензии на вещание.

#### Собственные программы
Местные:
- Наша столица — информационно-аналитическая программа. Обзор недели в столице и за её пределами. Выходила и на телеканале TVN. Ведущие: Александр Цукерман, Михаил Владиславлев, Екатерина Плехова[25].
- Новости Эстонии — обзор новостей Эстонии. Выходили с понедельника по пятницу (за исключением государственных праздников и новогодних каникул, летом — с понедельника по четверг)
- Утренние новости — утренний обзор новостей Эстонии. Выходили с понедельника по пятницу (за исключением государственных праздников и новогодних каникул). Включали в себя передачу Доброе утро, Таллинн.
- Новости бизнеса — новости бизнеса и экономики. Выходили по четвергам (за исключением государственных праздников, новогодних и летних каникул)
- Новости Eesti Loto  — лото-новости Эстонии. Выходили по понедельникам.
- Прогноз погоды — прогноз погоды в Эстонии, Таллине и Европе. Сопровождается диктором. Выходил утром и вечером (за исключением воскресенья)
- Русский вопрос — ток-шоу. Выходило по субботам, за исключением государственных праздников и новогодних каникул и летних каникул). Передача была предназначена для высказывания мнений русских, живущих в Эстонии. Ведущие: Александр Чаплыгин, Елена Соломина[26].
- Детский клуб — цикл мультсериалов. Транслировался также на «REN TV Estonia».

С Первого Балтийского музыкального канала:
- «Звездолёт»
- «Музыкальный проект ПБМК»

#### Ведущие
- Екатерина Плехова («Наша столица»)
- Михаил Владиславлев («Наша столица»)
- Александр Цукерман («Наша столица»)
- Александр Чаплыгин («Русский вопрос»)
- Елена Соломина («Доброе утро, Таллинн», «Новости Эстонии», «Русский вопрос»)[27]
- Марика Отса («Наша столица») 2019